# 佐々木崇
佐々木 崇（ささき たかし、1986年1月28日 - ）は、日本の舞台俳優。東京都出身。ドルチェスター所属。早稲田大学政治経済学部政治学科卒業。身長は187cm。血液型はO型。

## 略歴
- 大学在学中にミュージカル俳優を志し、23歳から28歳までテーマパークダンサーとして活動。その後様々な舞台に出演。
- 2013年3月11日、俳優丸山泰右と共にパフォーマンスユニット「T&T」を結成。歌やダンス、オリジナルミュージカルなどを『T&T Live』として不定期に開催している。
- 2018年7月16日、オフィシャルファンクラブ「vivre」を発足。

## 人物
- 身長187cm、チェスト95cm、ウェスト77cm、ヒップ97cm、靴のサイズ27.5cm
- 2015年、一般女性と結婚を発表。

## 出演作品
- ONE ON ONE『風雲児』坂本龍馬 役
- ミュージカル座『コンチェルト』 - 主演つよし 役
- ミュージカル座『I HAVE A DREAM』 - バディ・ボーイ 役
- 朗読劇『ひなげしの咲く頃』
- 朗読劇『女中のクリスマス』
- ミュージカル『MOMO』吉祥寺シアター（2014年）
- ミュージカル『王様と私』7月6日 - 8月25日 全国にて公演（2014年）
- ミュージカル『UTA・IMA・SHOWⅡ』青山草月ホール（2014年）
- オフブロードウェイミュージカル『bare』中野ザ・ポケット（2014年）
- ミュージカル『Earth Kids2015』六行会ホール（2015年）
- ミュージカル『南太平洋』2015年全国ツアー（2015年）
- 『PRINCE KAGUYA』銀座博品館劇場・松下IMPホール（2015年）
- 『UTA・IMA・SHOWⅢ　Enough』草月ホール（2015年）
- 『TARO ～Shall We TARO?～』 - カガリビ役 銀座博品館劇場（2016年）
- TOKYO七福神Gekijo Speedy Shocking Surprised （2016年）
- ミュージカル『南太平洋』2016年全国ツアー（2016年）
- ブロードウェイミュージカル『スウィート・チャリティ』天王洲 銀河劇場（2016年）
- 『30th Anniversary「紫吹淳コンサート」Le histoire(イストワール) 〜その歴史30・そして未来へ〜』大手町日経ホール（2016年）
- ミュージカル『フランケンシュタイン』日生劇場、梅田芸術劇場、キャナルシティ劇場、愛知県芸術劇場（2017年）
- 『はいだしょうこLIVE 2017』JZ Brat sound of Tokyo（2017年）
- ミュージカル『キス・ミー・ケイト』2017年全国ツアー - ホーテンショー 役 ほか（2017年）
- ブイラボミュージカルvol.3『眠れぬ森の神女』ゲスト出演 六行会ホール（2017年）
- ミュージカル『スカーレット・ピンパーネル』 - メルシエ 役 梅田芸術劇場 メインホール、TBS赤坂ACTシアター（2017年）
- ミュージカル『ブロードウェイと銃弾』日生劇場、梅田芸術劇場 メインホール、博多座（2018年）
- パフォーマンスライブ『Destiny ～Live in the moment 9schoo1 of Life ～』ゲスト出演 ラゾーナ川崎プラザソル（2018年）
- ミュージカル『ウーマン・オブ・ザ・イヤー』梅田芸術劇場 シアター・ドラマシティ、TBS赤坂ACTシアター（2018年）
- ミュージカル・コメディ『キス・ミー・ケイト』2018年全国ツアー - ホーテンショー役 ほか（2018年）
- 斬劇 『戦国BASARA』蒼紅乱世『蒼』THE PRIDE - 豊臣秀吉 役 東京・オルタナティブシアター（2018年）
- 『愛と青春キップ』- 大鳥居慎吾 役 東京・オルタナティブシアター（2018年）
- 舞台『妖怪アパートの幽雅な日常』- 深瀬明 役 新宿紀伊国屋サザンシアター TAKASHIMAYA （2019年）
- ミュージカル『エリザベート』 - シュテファン 役 ほか 帝国劇場（2019年）
- 『令和元年夏の陣 〜Aging〜』東京アメリカンクラブ (2019年)
- 石井一孝Story Live『君からのBirthday Card』浜離宮朝日ホール 小ホール (2019年)
- 足利市民ミュージカル『遥かなる時代をこえて』 - 主演クロード・ジャン・フォンティーヌ伯爵 役 足利市民会館 大ホール (2019年10月27日)
- 『イノサンmusicale』 - トーマス-アーサー･グリファン 役 ほか ヒューリックホール東京 (2019年)
- ミュージカル『天国の本屋』よみうり大手町ホール、サンケイホールブリーゼ (2020年)
- ミュージカル『エリザベート』 - シュテファン 役（2020年）※新型コロナウイルス感染拡大の為全公演中止
- 舞台『ぼくらの七日間戦争』かめありリリオホール（2020年）
- 劇的茶屋『謳う芝浜』語り手 (2021年)
- 『LUXE』横浜アリーナ (2021年)
- ブロードウェイ・ミュージカル『エニシング・ゴーズ』- パーサー役 明治座 (2021年) ※新型コロナウイルス感染拡大の為一部公演中止
- 舞台『魔法使いの約束 第2章』 - ニコラス役 天王洲 銀河劇場 (2021年)
- ミュージカル『新テニスの王子様』The Second Stage - 平等院鳳凰 役 KAAT神奈川芸術劇場 ホール、TOKYO DOME CITY HALL、メルパルクホール大阪（2022年）
- NIGHT HEAD 2041-THE STAGE- - 本田大輔 役 東京ドームシティ シアターGロッソ（2022年）[2]
- ミュージカル『エリザベート』 - エルマー 役（2022年）
- 舞台「わたしの幸せな結婚」－帝都陸軍オクツキ奇譚－ - 大海渡征 役（2023年）
- ミュージカル『新テニスの王子様』The Third Stage - 平等院鳳凰 役 TOKYO DOME CITY HALL、メルパルクホール大阪、TACHIKAWA STAGE GARDEN（2023年）
- ミュージカル『新テニスの王子様』テニミュ秋の合同大運動会 - 平等院鳳凰 役 有明アリーナ（2023年）
- オリジナルミュージカル劇団 One on One 35th note『side-by-side』-アケチ 役 赤坂RED/THEATER (2024年)
- Homecoming Party『START』品川プリンスホテル クラブeX（2024年）[3]
- 舞台『刀剣乱舞』心伝 つけたり奇譚の走馬灯 - 近藤勇 役 THEATER MILANO-Za、COOL JAPAN PARK OSAKA WWホール、キャナルシティ劇場（2024年）[4]
- ミュージカル『新テニスの王子様』The Third Stage - 平等院鳳凰 役 日本青年館ホール、一宮市民会館、SkyシアターMBS（2024年）[5]
- ホラーミュージカル『キッチュ&ホラー・イン・モータース』浅草九劇（2024年）[6]
- Reading Style Drama『君からのBirthday Card』すみだパークシアター倉（2025年）[7]
- ミュージカル『東京リベンジャーズ』#2 Bloody Halloween - 佐野真一郎 役 天王洲 銀河劇場、京都劇場（2025年）[8]
- ミュージカル『憂国のモリアーティ』大英帝国の醜聞 - セバスチャン・モラン 役 シアターH、京都劇場、天王洲 銀河劇場（2025年）[9]
- ミュージカル『エリザベート』 - エルマー 役 東急シアターオーブ、札幌文化芸術劇場 hitaru、梅田芸術劇場 メインホール、博多座（2025年 - 2026年）[10]